# The Underground EP
The Underground EP — дебютный мини-альбом американской рэп-группы D12, выпущенный в 1997 году.

## Об альбоме
Был записан в 1996—1997 годах с помощью Bass Brothers. The Underground EP единственный релиз группы, записанный совместно с рэпером Bugz, который погиб в 1999 году. Был записан в первоначальном составе D12, состоящим из Эминема, Bugz, Bizarre, DJ Head, Proof,  Кон Артиса, Eye-Kyu и Kuniva.

## Список композиций
1. «6 Reasons» — 4:18
2. «Art of War» — 5:24
3. «Derelict Theme» — 4:31
4. «Chance To Advance» — 5:12
5. «Activity As Phuctivity» — 6:05
6. «Filthy» — 3:17
7. «Fuck Battlin'» — 5:57
8. «Cock and Squeeze» — 5:05
9. «Bring Our Boys» — 4:35
10. «Bad News» — 4:09